# Luis Léon Masson
Luis Léon Masson (narozen jako Louis François Léon Masson y Besneé, 31. července 1825 – 4. dubna 1882) byl synem Nicoláse Françoise Massona, povoláním přepravce a Louisy Sophie Besneé. Byl jedním z nejvýznamnějších fotografů působících ve Španělsku během prvních desetiletí fotografie. Jeho činnost fotografa vyzdvihuje jeho topografickou práci o architektonickém a krajinářském dědictví andaluských měst, zejména Sevilly, stejně jako důležité příspěvky z jiných kastilských měst, stejně jako jeho reprodukce Murillova obrazového díla.

## Kariéra
Luis Masson je španělsky přizpůsobené jméno, které si přijal, když se v květnu 1858 usadil v Seville v doprovodu své manželky Lorenzy Simonin Berardové. Ta spolupracovala na jeho fotografických dílech. Během následujících osmi let pořídil velké množství fotografií města se zaměřením zejména na jeho velké památky, jako je Alcázar, katedrála Casa de Pilatos, a také palác San Telmo na památku vévody z Montpensier, se kterým okamžitě navázal pozoruhodný klientský vztah. Fotografie Granady, Córdoby, Málagy nebo Cádizu demonstrují opakované exkurze do těchto a dalších měst za účelem doplnění jejich sbírky, a to jak ve formátu alba, tak ve stereoskopii. V roce 1866 se přestěhoval do Madridu, kde pobyl na krátkou dobu, také se přestěhoval do Toleda, Ávily, Valladolidu, Salamance nebo Burgosu, měst, ve kterých pořídil zajímavý soubor obrazů. Na konci 70. let 19. století se vrátil do Sevilly, aby v roce 1881 natrvalo zmizel.

## Ceny a ocenění
- Londýnská světová výstava (1862) (čestné uznání)
- Société française de photographie (1863) [3]

## Dílo
Bylo identifikováno více než 500 fotografií tohoto autora, všechny byly pořízeny ve Španělsku. Jeho práce jsou uloženy především v Bibliothèque nationale de France, ve Victoria and Albert Museum, v Britské knihovně, v Société française de photographie nebo v muzeu University of Navarra, stejně jako v soukromých sbírkách, jako je např. dědicům vévody z Montpensieru.

## Galerie

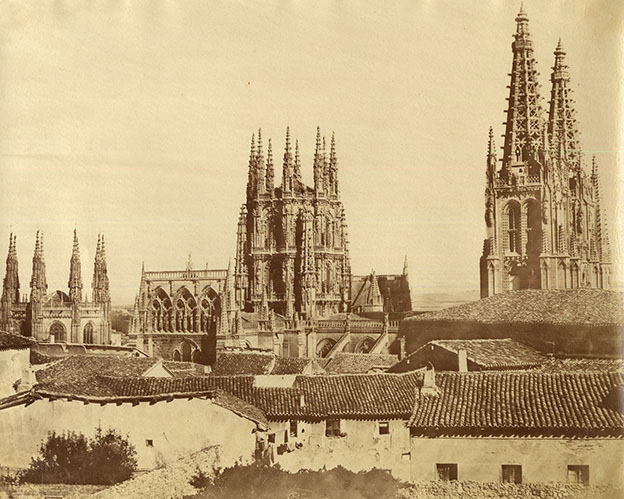
Burgos (Španělsko), katedrála, pohled ze severu
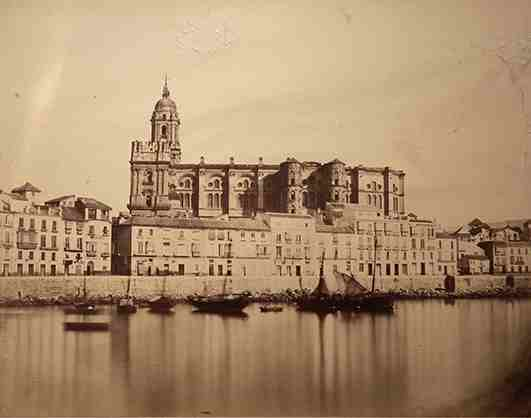
Málaga, město a katedrála, pohled z přístavu
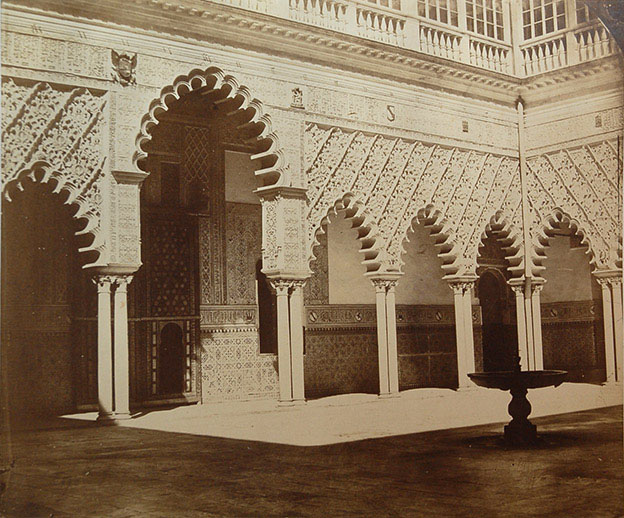
Seville, Alcázar, nádvoří Patio de las Doncellas
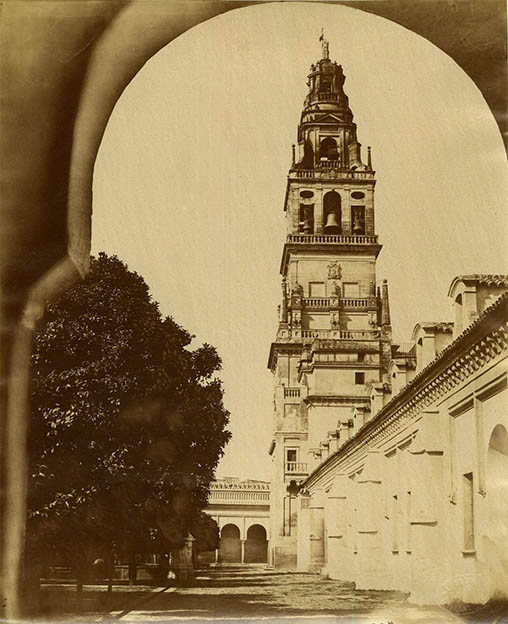
Cordoba. Mezquita la torre
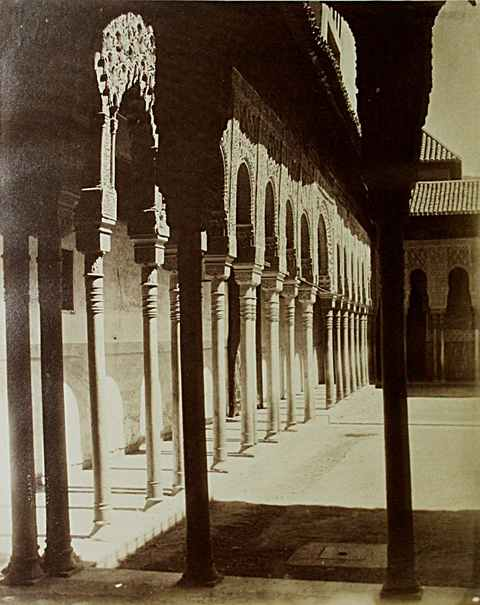
Granada, Alhambra. Patio de los Leones, galería lateral
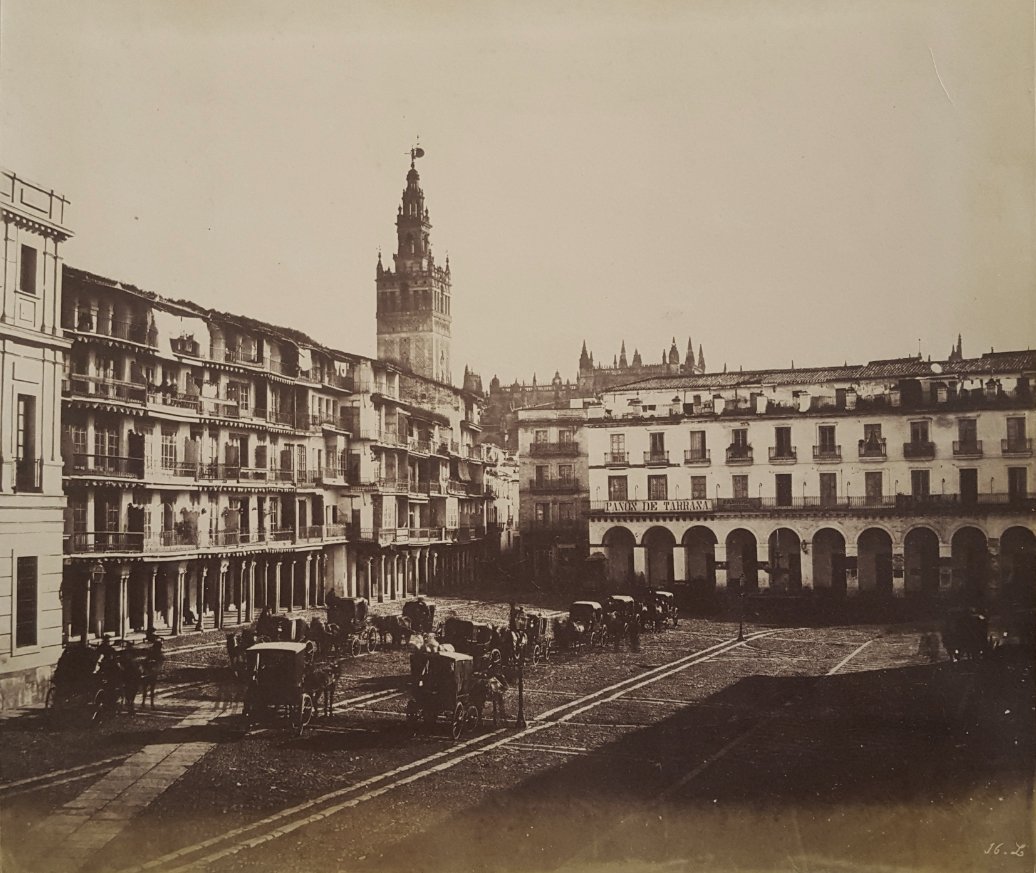
Sevilla. Casas antiguas de la Plaza de San Francisco
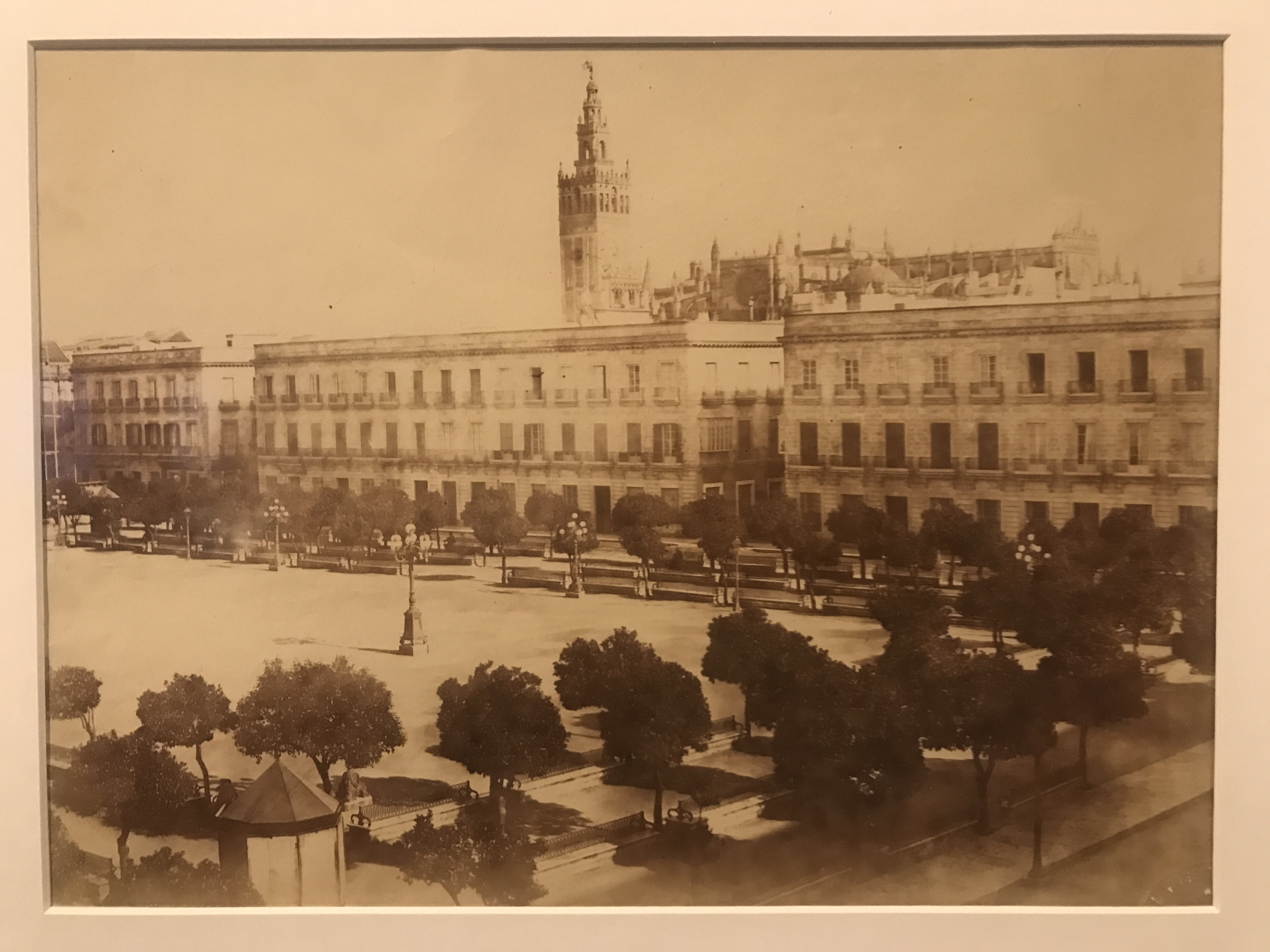
Sevilla Plaza Nueva